# Linha Mareth

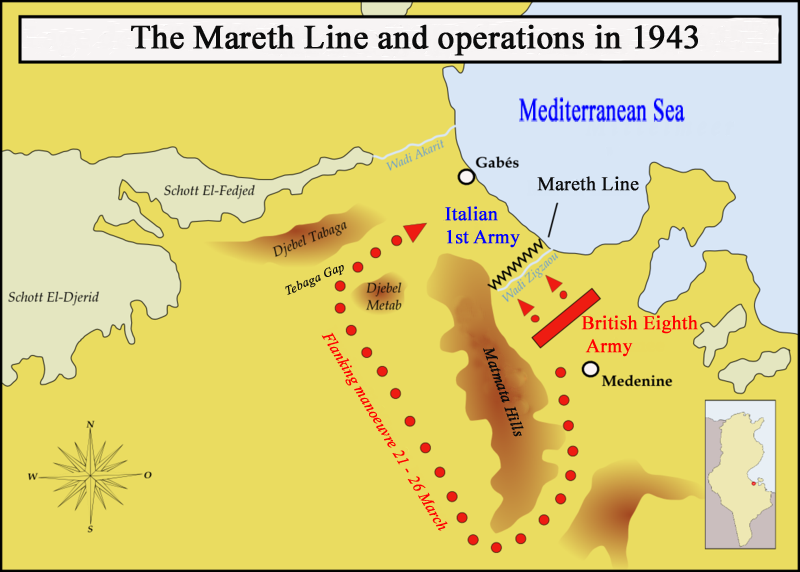
A linha Mareth, em 1943.

A Linha Mareth foi um sistema de fortificações construído pela França no sul da Tunísia, antes do início da Segunda Guerra Mundial. O seu propósito consistia em defender a Tunísia contra um eventual ataque da Líbia, na altura uma colónia da Itália. A Tunísia foi ocupada pelo Eixo durante a Segunda Guerra Mundial, depois da Operação Tocha em 1942, e a linha foi usada mais tarde pelo Eixo como posição defensiva contra o 8.º Exército Britânico que havia re-ocupado a Líbia durante 1943.